# Hedwig Schlichter

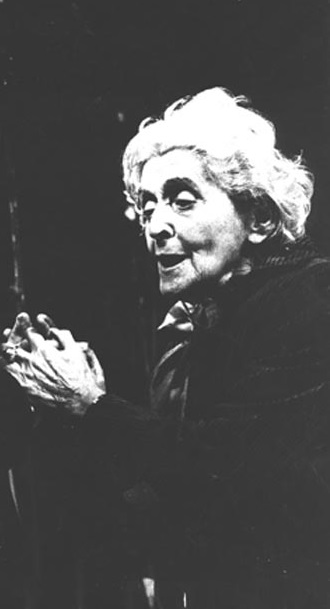
Hedwig Schlichter

Hedwig Schlichter, im argentinischen Exil Hedy Crilla bzw. Krilla (* 26. September 1898 in Wien, Österreich-Ungarn; † 31. März 1984 in Buenos Aires, Argentinien) war eine österreichische Schauspielerin, Regisseurin, Theaterleiterin und Schauspiellehrerin.

## Leben
Hedwig Schlichter erhielt ihre künstlerische Ausbildung an Wiens Akademie für Musik und darstellende Kunst. 1920 ging sie ans Stettiner Stadttheater. Weitere Theaterstationen waren Wien, München, Leipzig und Berlin, wo sie unter anderem am Theater in der Klosterstraße auftrat. Zwischen 1929 und 1933 erhielt Schlichter Nebenrollen in mehreren deutschen Filmen. 1933 am Deutschen Theater und am Deutschen Künstlertheater engagiert, erhielt die österreichische Künstlerin nur noch ein deutsches Anschlussengagement, vom Theater in der Stresemannstraße, ehe sie durch die Nationalsozialisten vom Spielbetrieb ausgeschlossen wurde. Daraufhin entschloss sich die jüdische Künstlerin zur Emigration.
Schlichter ging zunächst nach Paris, wo sie am Cercle Culturel Autrichien an der Seite Leon Askins auftrat. 1939 wanderte sie nach Argentinien aus. In Buenos Aires nannte sie sich fortan Hedy Crilla und spielte weiterhin Theater. Anfangs trat sie bevorzugt an Paul Walter Jacobs Emigrantenspielstätte Freie Deutsche Bühne (Teatro alemán independiente) auf. Dort reüssierte sie in Stücken Somerset Maughams, Lillian Hellmans und Henrik Ibsens. Sporadisch wirkte Hedy Crilla mit kleinen Parts auch in argentinischen Filmen mit. Die Schauspielerin führte darüber hinaus auch Theaterregie und gab Schauspielunterricht. Dabei orientierte sie sich an den Lehrmethoden Stanislawskis und Strasbergs.
Ab 1947 betrieb Hedy Crilla ein Kindertheater und gründete die Escuela de Arte Escénico de la Sociedad Hebraica Argentina, eine Ausbildungsstätte für Theaterkünstler. Nebenbei inszenierte sie auch weiterhin Stücke, darunter 1976 Frank Wedekinds Frühlings Erwachen und 1982 David Edgards Mary Barnes. 1977 gab sie ihre Abschiedsvorstellung als Schauspielerin. Hedwig „Hedy“ Schlichter/Crilla, die ihre spanische Schreibweise gelegentlich auch in „Krilla“ variierte, hat auch in argentinischen Fernsehproduktionen mitgewirkt.

## Filme
- 1929: Tagebuch einer Verlorenen
- 1931: Mädchen in Uniform
- 1932: Acht Mädels im Boot
- 1932: Das schöne Abenteuer
- 1932: Das erste Recht des Kindes
- 1932: Eine Tür geht auf
- 1932: Was wissen denn Männer
- 1933: Morgenrot
- 1933: Schüsse an der Grenze
- 1942: Ceniza al viento
- 1947: Heißer Boden (Tierra del fuego)
- 1948: La hostería del caballito blanco
- 1949: Un pecado por mes
- 1950: El ladrón canta boleros
- 1969: Invasión
- 1970: Juan Lamaglia y señora
- 1975: El pibe cabeza